# Apartment 3-G
Apartment 3-G és una tira còmica sobre un trio de dones amb carrera que comparteixen un pis a Manhattan. Creada per Nicholas P. Dallis amb dibuix d'Alex Kotzky, la tira va començar el 8 de maig de 1961, distribuïda inicialment per Publishers Syndicate, que més tard es va fusionar amb King Features Syndicate el 1988. La tira va passar per diversos canvis de guionistes i dibuixants durant els seus cinquanta-quatre anys, finalment va acabar el 22 de novembre de 2015.

## Personatges i història
Les situacions i els personatges de la tira es van veure influenciats per la telenovel·la Mary Worth, així com per la novel·la més venuda de Rona Jaffe de 1958 The Best of Everything.
Els tres personatges principals són Margo Magee, una morena que ha ocupat diferents càrrecs com a secretària, agent d'actors, publicista i organitzadora d'esdeveniments; Abigail "Tommie" Thompson, una infermera pèl-roja⁣; i Lu Ann Powers, de soltera Wright, una professora d'art rossa. Les aparicions dels tres personatges principals es basaven lliurement en actrius reals: Tommie es basava en Lucille Ball, Margo en Joan Collins i Lu Ann en Tuesday Weld.
El professor Aristòtil Papagoras, un amable veí, fa de figura paterna.
Lu Ann, originalment soltera, va conèixer i es va casar amb un pilot de la Força Aèria dels EUA anomenat Garth Powers (anomenat Gary en un arc de la història del 2011) el 1964, després del qual es va mudar de l'apartament. Va ser substituïda per una altra rossa, Beth Howard. El marit de Lu Ann va ser assassinat més tard al Vietnam i ella finalment es va traslladar de nou a l'apartament.
Hi ha hagut altres personatges secundaris notables a la tira còmica al llarg dels anys. Byron Frost va ser el cap general de suport de Margo des del 1962 fins al 1990. Newton Figg (1966, 1971, 1977, 1980, 1986), el guapo, però infantil autor de llibres infantils, parlava amb els seus animals de peluix com si fossin reals. No en va, va tenir alguns reptes romàntics. Roberta Magee, la mare temperamental de la Margo, va causar problemes recurrents.
Quan Lisa Trusiani es va fer càrrec del guió de la tira, les històries van començar a girar més al voltant de les relacions familiars. Gabriella Gatica apareix el 1999 com la mare biològica de la Margo, una minyona amb la qual el pare de la Margo havia tingut una aventura. Blaze Wright, el cosí amb problemes laborals de Lu Ann i un aspirant a actor, va aparèixer per primera vegada el 1998 i va aparèixer de tant en tant fins al 2011. Ruby Wright va seguir el 2007 i va resultar ser la mare biològica de Lu Ann. Eric Mills, propietari de la Mills Gallery, alimenta l'interès de Lu Ann per la pintura; també es va convertir en un interès romàntic recurrent per a Margo el 2006-2008 (quan es presumeix mort en una allau) i el 2014-15 (quan apareix amb vida després de tot).

## Equip creatiu
- Nicholas Dallis (història) i Alex Kotzky (art): 8 de maig de 1961 - 1991
- Alex Kotzky (història i art): 1991 - 12 de gener de 1997
- Lisa Trusiani (història) i Brian Kotzky (art): 13 de gener de 1997 - 29 de novembre de 1999
- Lisa Trusiani (història) i Frank Bolle (art): 1 de desembre de 1999 - 2006
- Margaret Shulock (història) i Frank Bolle (art): 2007 - 22 de novembre de 2015[5]

Alex Kotzky, que va dibuixar i entintar amb un estil realista ajustat i nítid, va ser l'artista d'Apartment 3-G durant més de trenta anys. Quan Dallis va morir el 1991, Kotzky va començar a escriure la tira. Amb la mort de Kotzky el 1996, el seu fill, Brian Kotzky, se'n va fer càrrec del dibuix, i Lisa Trusiani es va convertir en la guionista. El 1999, Frank Bolle va intervenir com a il·lustrador quan Brian Kotzky va marxar per convertir-se en professor. L'escriptora Margaret Shulock va succeir més tard a Trusiani.
Dallis, abans psiquiatre, també va crear les tires còmiques de telenovel·les Rex Morgan, MD i Judge Parker.

## Premis
Alex Kotzky va rebre el 1968 el premi Story Comic Strip de la National Cartoonists Society pel seu treball a Apartment 3-G.